# Comté de Nicolet
Pour les articles homonymes, voir Nicolet.
Cet article possède un paronyme, voir Comté de Nicollet.
Le comté de Nicolet était un comté municipal du Québec ayant existé entre 1855 et le début des années 1980. Le territoire qu'il couvrait est aujourd'hui compris dans la région administrative du Centre-du-Québec. Il est compris dans les MRC de Bécancour, de Nicolet-Yamaska et, pour une petite partie, de Drummond. Son chef-lieu était la municipalité de Bécancour.
Le nom du comté rappelle la mémoire de l'explorateur et interprète Jean Nicolet, et a d'abord été attribué à la rivière Nicolet, puis a servi à nommer la seigneurie, la paroisse Saint-Jean-Baptiste de Nicolet et enfin la ville de Nicolet.

## Municipalités situées dans le comté

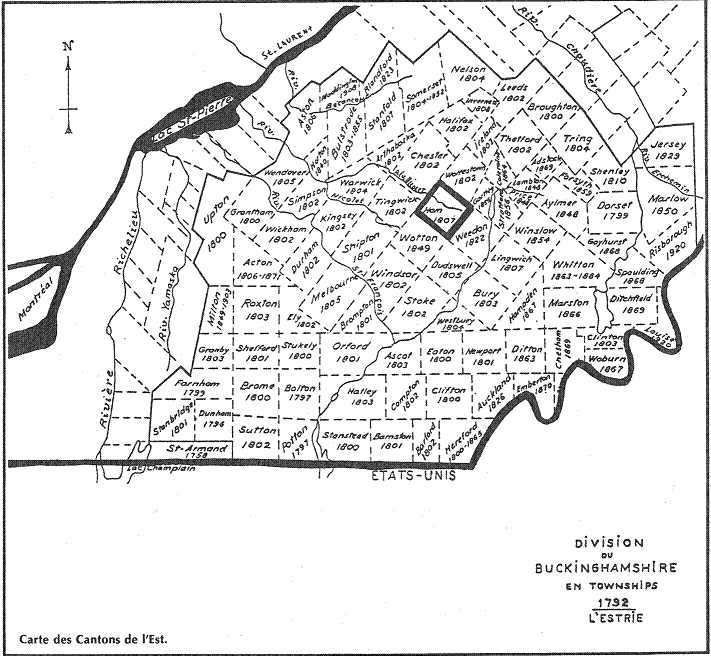
Carte des cantons de l'est, incluant ceux qui ont formé une partie du comté de Nicolet

- Annaville (détaché de Saint-Célestin en 1896, renommé Saint-Célestin (village) en 1991[4])
- Bécancour, formé de la fusion en 1965 de Bécancour (paroisse), Bécancour (village) et de neuf autres municipalités.
- Gentilly (fusionné à Bécancour en 1965)
- Larochelle (fusionné à Bécancour en 1965)
- Laval (fusionné à Bécancour en 1965)
- Lemieux
- Manseau
- Nicolet
- Nicolet-Sud (fusionné à Nicolet en 2000)
- Saint-Célestin
- Sainte-Angèle-de-Laval (fusionné à Bécancour en 1965)
- Sainte-Brigitte-des-Saults
- Sainte-Cécile-de-Lévrard
- Saint-Édouard-de-Gentilly (fusionné à Bécancour en 1965)
- Sainte-Eulalie
- Sainte-Gertrude (fusionné à Bécancour en 1965)
- Sainte-Marie-de-Blandford
- Sainte-Monique
- Sainte-Perpétue
- Sainte-Sophie-de-Lévrard
- Saint-Grégoire-le-Grand (fusionné à Bécancour en 1965)
- Saint-Jean-Baptiste-de-Nicolet (fusionné à Nicolet en 2000)
- Saint-Léonard (fusionné à Saint-Léonard-d'Aston en 1994[5])
- Saint-Léonard-d'Aston (détaché de Saint-Léonard en 1912, réunis en 1994)
- Saint-Pierre-les-Becquets
- Saint-Sylvère
- Saint-Wenceslas
- Très-Précieux-Sang-de-Notre-Seigneur (fusionné à Bécancour en 1965)
- Villers (fusionné à Bécancour en 1965)

## Description
Le comté était situé sur la rive sud du fleuve Saint-Laurent, en face de la ville de Trois-Rivières.